# Pierre Belordeau
Pierre Belordeau, sieur de La Grée, est un juriste du XVIIe siècle, auteur de plusieurs ouvrages sur le droit et la coutume en Bretagne.